# Steginoporella auriculata
Steginoporella auriculata är en mossdjursart som beskrevs av Harmer 1900. Steginoporella auriculata ingår i släktet Steginoporella och familjen Steginoporellidae. Inga underarter finns listade i Catalogue of Life.